# A.S.D. Pontevecchio
Associazione Sportiva Dilettantistica Pontevecchio là một câu lạc bộ bóng đá Ý đến từ Ponte San Giovanni, ngoại ô Perugia, Umbria.

## Lịch sử
Pontevecchio được thành lập vào năm 1945.

### Huấn luyện viên Cosmi
Câu lạc bộ được biết đến vì đã được huấn luyện bởi Serse Cosmi trong những năm 1990; Trong thời gian làm huấn luyện viên trưởng, câu lạc bộ đã đạt được một số lần thăng hạng dẫn họ từ Prima Cargetoria đến Serie D. Sau khi Cosmi rời Pontevecchio để gia nhập Arezzo, câu lạc bộ nhanh chóng quay trở lại các bộ phận thấp hơn, và trở lại Serie D chỉ sau khi giành chiến thắng trong giải đấu khu vực Eccellenza năm 2006; cùng mùa giải họ đã giành được Coppa Italia Dilettanti, đánh bại Casertana trong trận chung kết.

## Màu sắc và huy hiệu
Màu sắc của đội là xanh lá cây và cam.